# Tropicaliente
Tropicaliente es una telenovela brasileña transmitida por TV Globo en 1994.

## Argumento
Ramiro es el líder de un pueblo de pescadores en Fortaleza, Ceará. Casado con Serena, el compañero de todas las horas, el padre de dos hijos, Cassiano y Açucena. El tipo es su novio de Dalila, hija de un amigo cercano de Ramiro, Samuel, también pescador, esposo de Ester, quien tiene otro hijo, David, un joven que se graduó médico, pero se avergüenza de sus orígenes humildes.
Letícia es la hija del millonario Gaspar Velásquez un hombre que dejó la compañía en manos de su hija a disfrutar de la vida. En casa, Letícia frente a los problemas de relación con sus hijos Vitor y Amanda. Viuda y con encanto, que busca un nuevo rumbo para su vida amorosa. Abundan los pretendientes, como el galán François mirando su belleza y fortuna. Para conquistarla, él tiene la ayuda de Franchico una tremenda selección con una misión: para unirse Letícia y François.
Pero Letícia se equilibra con el reencuentro con Ramiro, la gran pasión de su vida, lo que dará lugar a una serie de conflictos, tales como data de Vitor, el hijo de Letícia, un niño con graves problemas psicológicos, con el dulce Açucena, la hija de Ramiro.

## Elenco
| Actor/Actriz        | Personaje                 |
| ------------------- | ------------------------- |
| Herson Capri        | Ramiro Soares             |
| Sílvia Pfeifer      | Letícia Velásquez         |
| Regina Dourado      | Serena Soares             |
| Victor Fasano       | François Vieira da Silva  |
| Francisco Cuoco     | Gaspar Velásquez          |
| Carolina Dieckmann  | Açucena Soares            |
| Selton Mello        | Vítor Velásquez           |
| Cássio Gabus Mendes | Franchico                 |
| Ana Rosa            | Ester                     |
| Stênio Garcia       | Samuel                    |
| Nívea Maria         | Soledad                   |
| Márcio Garcia       | Cassiano Soares           |
| Carla Marins        | Dalila                    |
| Paloma Duarte       | Amanda Velásquez          |
| Edney Giovenazzi    | Bonfim                    |
| Lúcia Alves         | Isabel                    |
| Flávio Galvão       | Felipe                    |
| Branca Camargo      | Estela                    |
| Karina Perez        | Lílian                    |
| Nelson Dantas       | Bujarrona (Velho Buja)    |
| Cleyde Blota        | Ivanilda / Hilda          |
| Delano Avelar       | Davi                      |
| Cinira Camargo      | Manoela                   |
| João Carlos Barroso | Plínio                    |
| Leila Lopes         | Olívia                    |
| Guga Coelho         | Pessoa                    |
| Natália Lage        | Ana Carolina (Adrenalina) |
| Lu Martan           | Fred Assunção             |
| Gabriela Alves      | Pitanga                   |
| Ricardo Pavão       | Delegado Damasceno        |
| Daniela Escobar     | Berenice                  |
| Giovanna Antonelli  | Benvinda                  |
| Antonio Grassi      | Conrado                   |
| Ilva Niño           | Neide                     |
| Paco Sanches        | Manjubinha                |
| Mônica Fraga        | Janaína                   |
| Tadeu di Pietro     | Euclides                  |
| Adriana Broux       | Suzana                    |

Elenco secundario
- Bruno Giordano - Pescador
- Jonas Bloch - Jordi (difunto esposo de Letícia)
- Carolina Ferraz - Luíza Herzog